# 聖十字博物館 (普瓦捷)

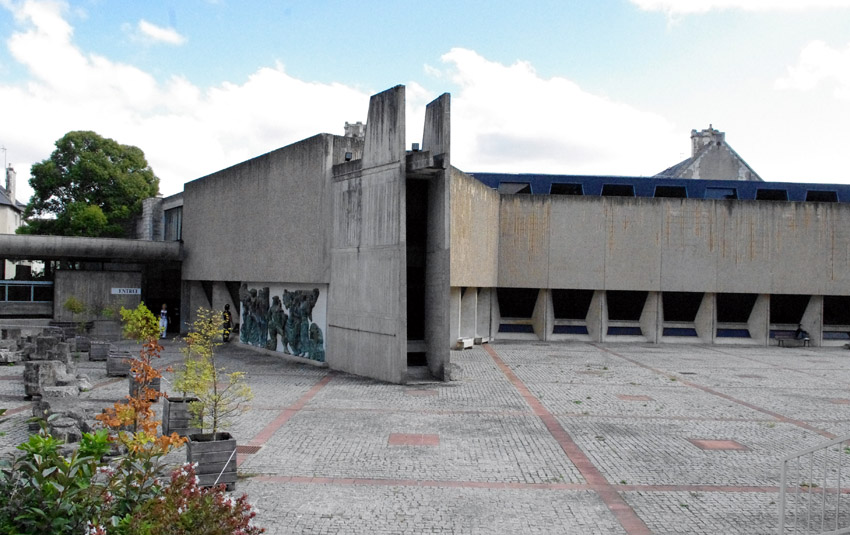
聖十字博物館

聖十字博物館（法語：Musée Sainte-Croix）是位於法國城市普瓦捷的一座博物館，也是普瓦捷最大的博物館。

## 历史
博物館修建於1974年，建築風格是典型的1970年代建築。博物館收藏了自史前時代至當代藝術的美術品。

## 外部連結
- Site officiel

46°34′45″N 0°20′52″E / 46.579097°N 0.347639°E